# Plan de Arroyos (Veracruz)
Plan de Arroyos, en el estado de Veracruz, es un pueblo situado a 820 metros de altitud sobre el nivel del mar. A 23 km de la ciudad de Tlapacoyan, y a 11 km de la zona arqueológica Filobobos El Cuajilote y cuenta con 2716 habitantes. Pertenece al municipio de Atzalan.
A principios del siglo XX, Plan de Arroyos se llamaba Tebernalapa, que significa tierra de tebernales, cuenta la historia que este nombre se le fue asignado, ya que en este lugar un general de apellido Arroyos promulgó un plan, y este fue llamado  «Plan de Arroyos».

## Clima
El clima de Plan de Arroyos es semicálido-húmedo con lluvias todo el año con temperatura promedio es de 22° y una precipitación promedio de 2600mm.
El 23 de diciembre de 1989 el pueblo de Plan de Arroyos despertó con una fuerte nevada que duró algunas horas de la noche y que levantó el interés de lugareños y fuereños ya que no es común de la naturaleza que este tipo de eventos ocurran en la zona. Las pérdidas de café y plátano fueron totales.

## Educación
- Jardín de Niños "Pedro de Gante"
- Primaria Federal "Ignacio Ramírez"
- Primaria Estatal "Benito Juárez"
- Telesecundaria "Emiliano Zapata"
- Telebachillerato "Plan De Arroyos"

## Fiesta patronal
Por fecha de celebración la fiesta patronal es el 12 de diciembre celebrando a la Virgen de Guadalupe, realizándose eventos religiosos y una pequeña feria con juegos mecánicos, música ya que también se realizan eventos de la flor de café en el mes de mayo con la realización de candidatas del pueblo.

## Feria
Oficial y por tradición, durante años la feria de Plan de Arroyos se había realizado el 12 de mayo y en últimos años se ha extendido del 9 al 20 de mayo teniendo como atractivos de entretenimiento juegos mecánicos, pirotecnia, música, bailes populares, peleas de gallos y carreras de caballo.

## Lugares de interés
- Iglesia de Nuestra Señora de Guadalupe
- Parque central
- Río Bobos
- Zona Arqueológica Filobobos
- Campo Los Grillos
- Las Pozas
- Hospital IMSS OPORTUNIDADES
- Auditorio municipal
- Unidad Deportiva
- Mercado
- El parque-campo Guayabal
- ruinas antigua casa "La industria"

## Agricultura
Plan de Arroyos ha sido conocido como "La cuna del café" pues como su pseudónimo lo indica, la producción de café de altura ha caracterizado el lugar haciendo de éste un lugar de producción-exportación del oloroso grano. A más de 1000 metros sobre el nivel del mar es donde se produce el café de altura y la zona plandearroyense cuenta con esas características. La neblina de los meses de marzo-mayo llamada también "blandura", según los veteranos cafeticultores, ayuda a que la flor del café brote.
Los cítricos, plátano, maíz, pimienta son otro tipo de fruta y germinados que aquí se cultivan con gran calidad y sabor pues el clima predominante de la zona hace que toda esta producción sea favorable.
Sin duda alguna también Plan de Arroyos en los últimos años se ha identificado como  una  de las localidades del municipio de Atzalan con más comercio, pues su posición geográfica es favorable para el desarrollo de dicho acto.